# 鄭成功祖廟
鄭成功祖廟（ていせいこうそうびょう）は、台湾台南市中西区忠義路二段にあり、1663年に鄭経が父親の鄭成功を祀った祠である。鄭一族が度々修復、改修していた事から鄭氏家廟という別名もある。

## 沿革
1663年、鄭経が父親の鄭成功を祀って専祠を起工し、台湾が清朝の版図になった後、鄭氏大宗祠（ていたいそうし）と改名し、昭格堂（しょうかくどう）とも呼ばれた。1983年に鄭氏宗祠に一旦改名されるが、2002年4月29日に「鄭成功祖廟」と正式に改名された。1985年11月19日、公告により、台南市の三級古蹟に指定されている。三開口三進の優雅な伝統で、門前の古い井戸は創設時期の遺跡で、庭園には七弦竹で深緑色に染められている。幼年鄭成功と母田川松の彫像がある。
正堂に鄭成功が祀られ、唐・宋・清の祖先と並んでいる。1771年の「三圭世錫」額と堂内の石柱に刻まれた「昭毅無雙開疆復土承天續、格思靡既迪後光前擘海祠」より、鄭氏開拓の功労と祖先を敬う心を彰顕している。

## ギャラリー

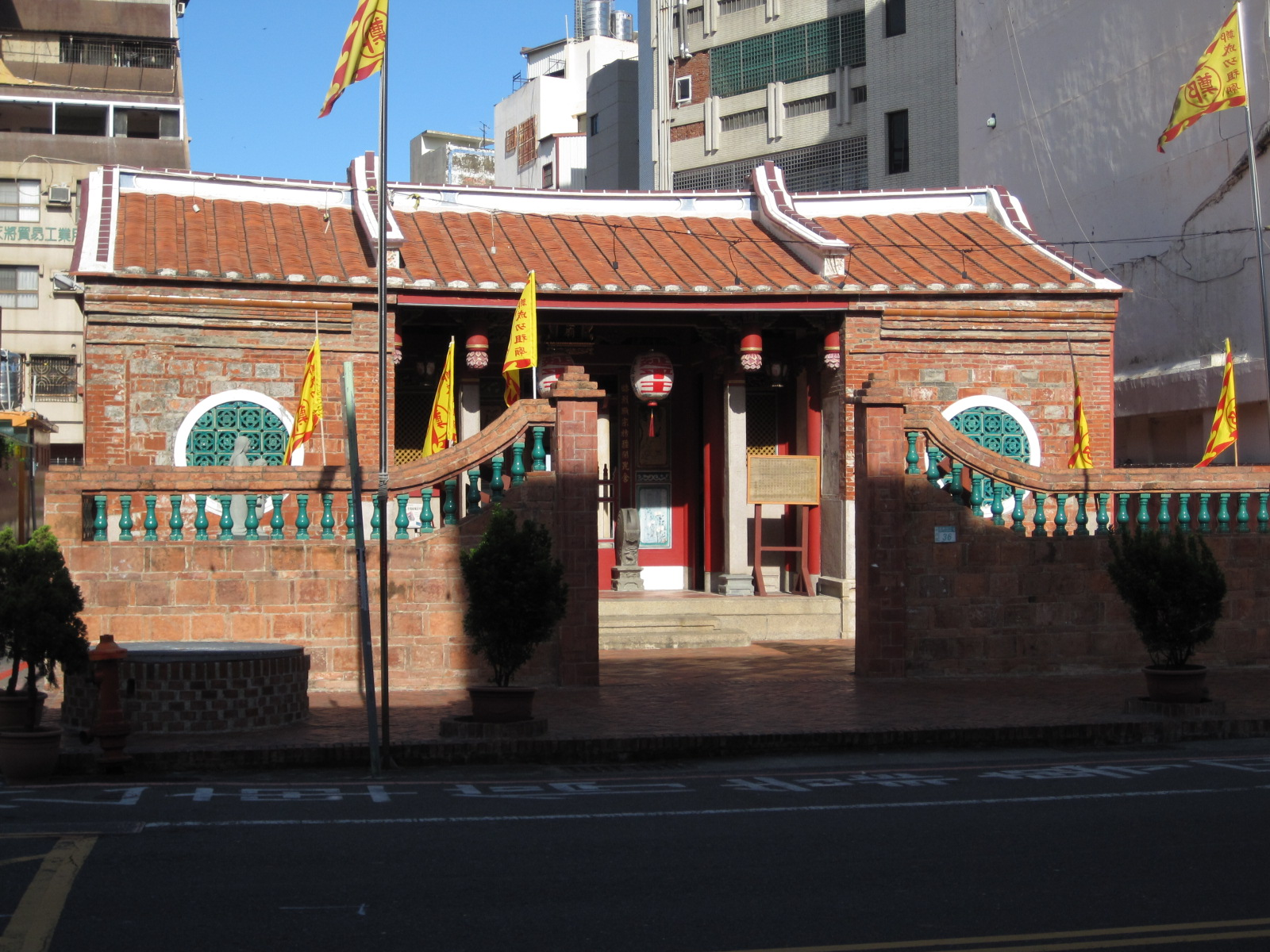
祖廟の外観
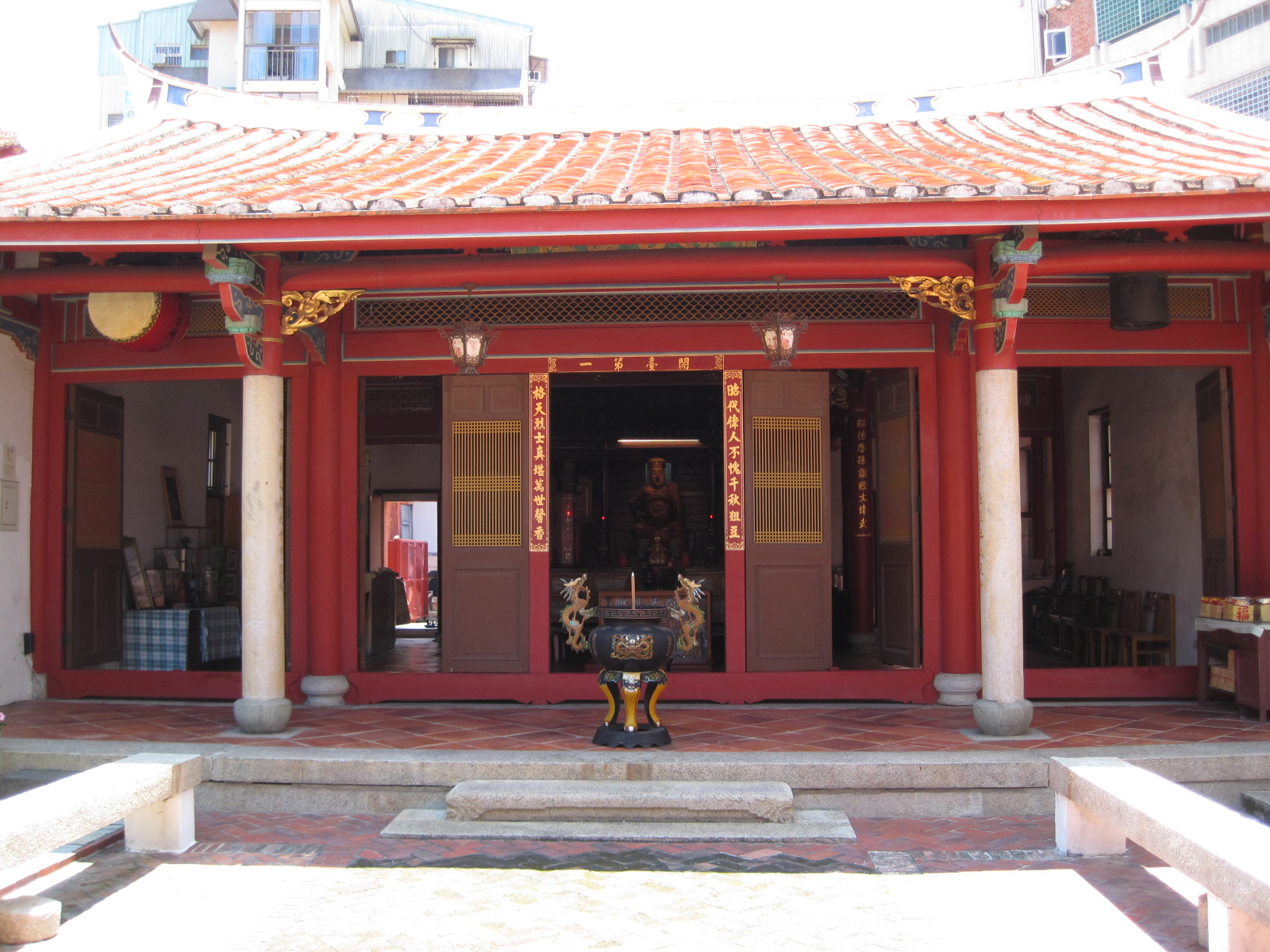
正殿の外観
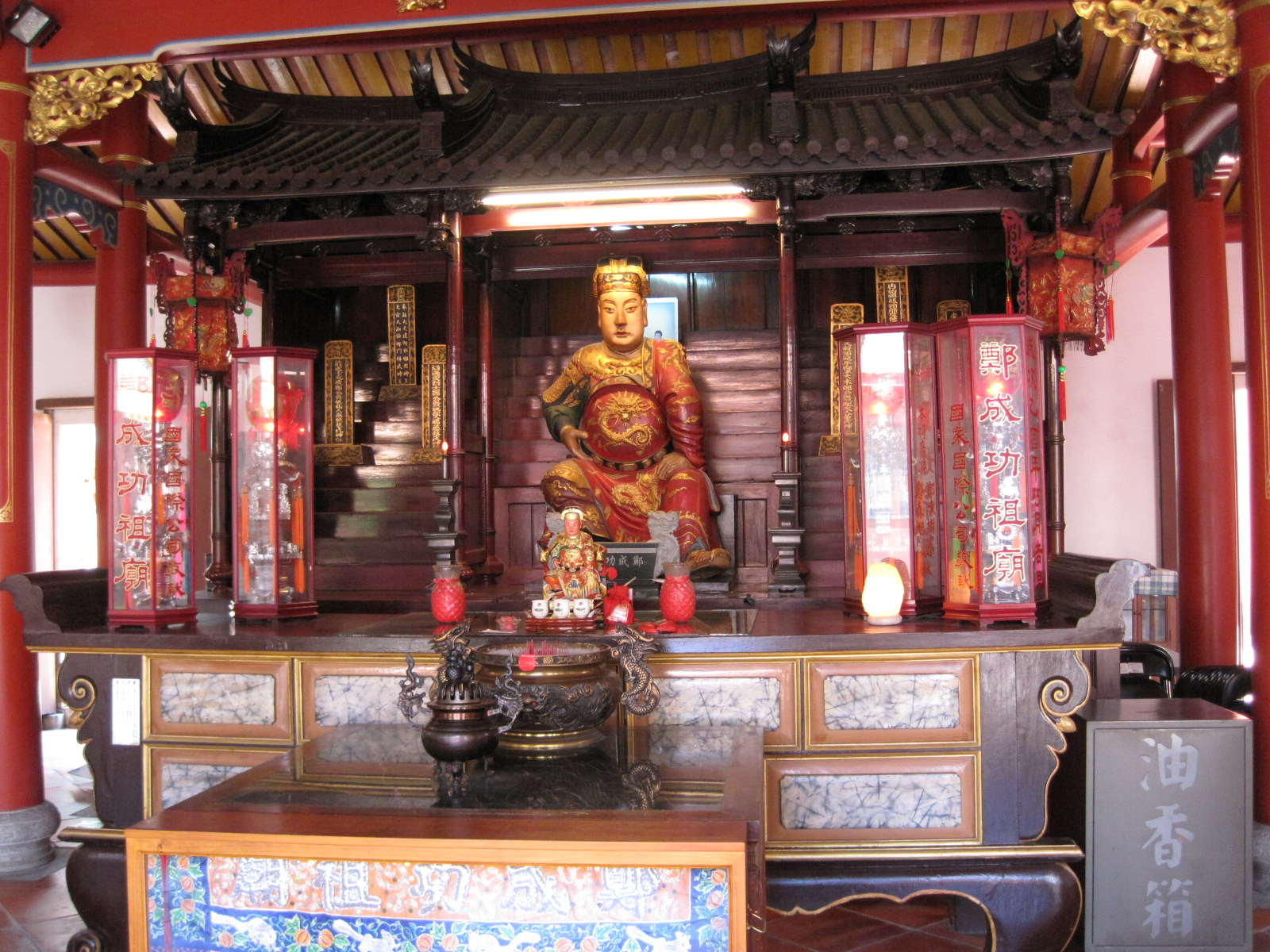
正殿の中の鄭成功像
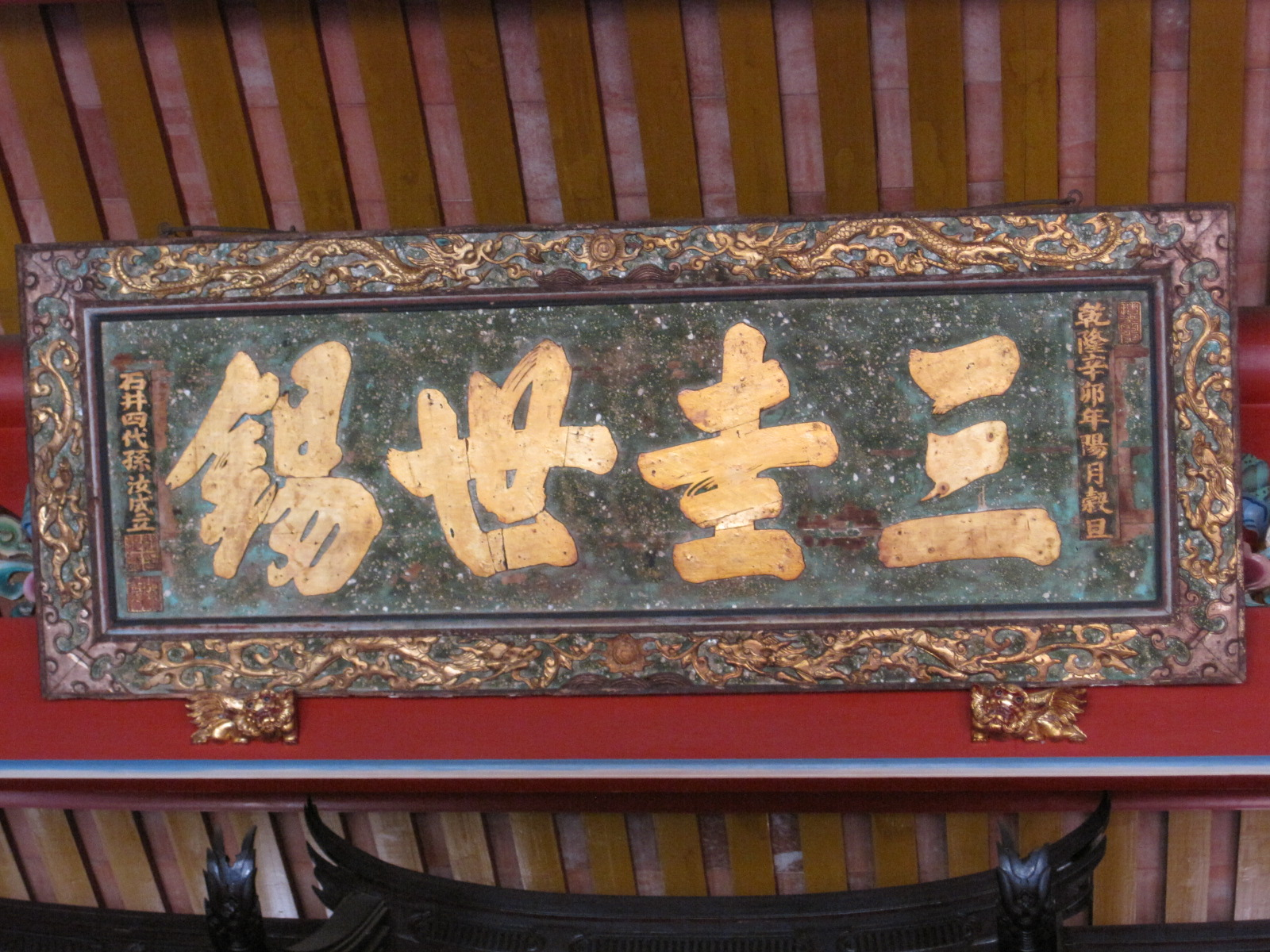
「三圭世錫」額
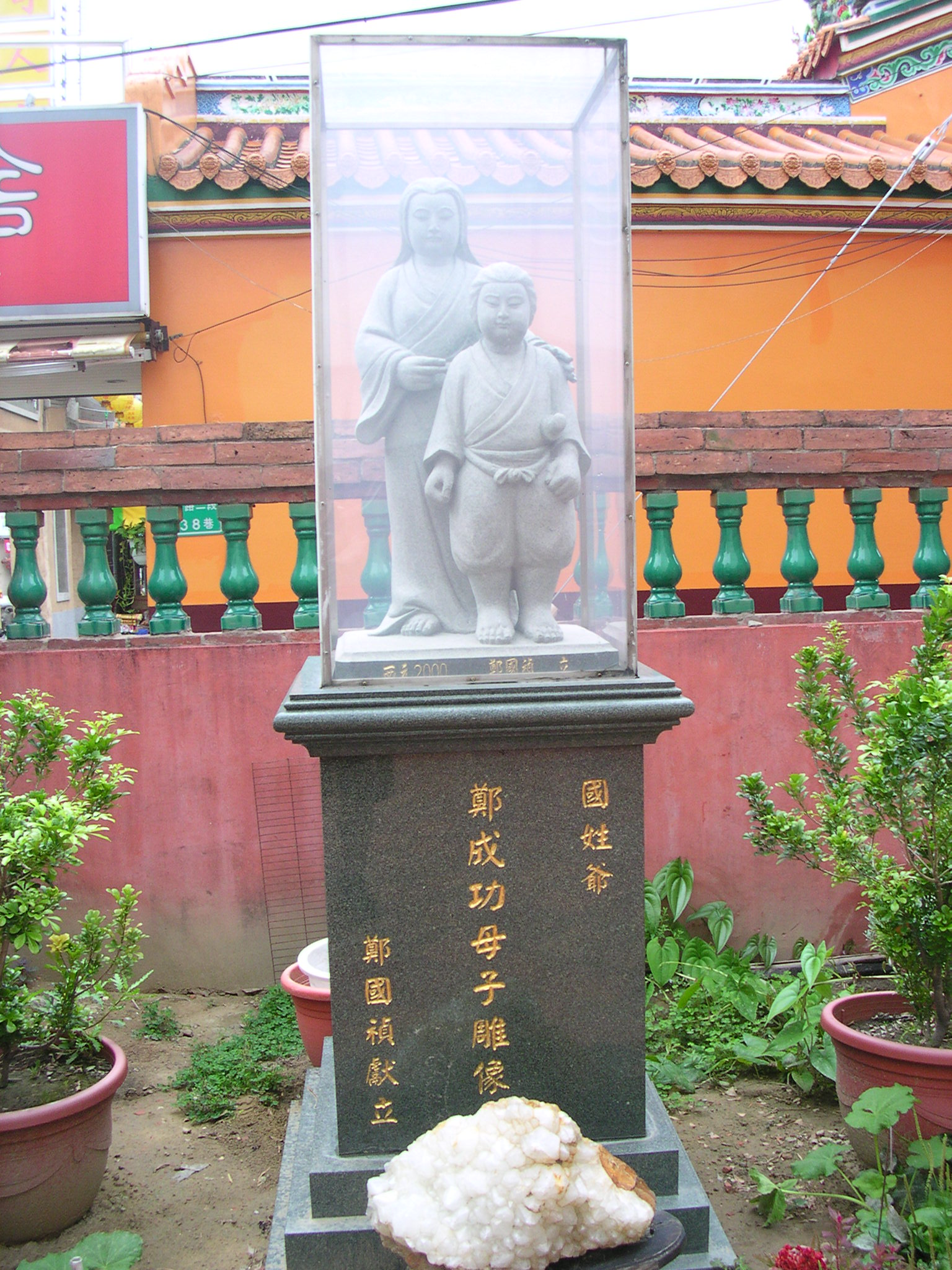
幼年鄭氏母子彫像